# Ломен (Мекленбург)
Ломен (њем. Lohmen) општина је у њемачкој савезној држави Мекленбург-Западна Померанија. Једно је од 62 општинска средишта округа Гистров. Према процјени из 2010. у општини је живјело 760 становника. Посједује регионалну шифру (AGS) 13053054.

## Географски и демографски подаци
Ломен се налази у савезној држави Мекленбург-Западна Померанија у округу Гистров. Општина се налази на надморској висини од 38 метара. Површина општине износи 34,8 km². У самом мјесту је, према процјени из 2010. године, живјело 760 становника. Просјечна густина становништва износи 22 становника/km².